# San Giacomo Filippo
San Giacomo Filippo is een gemeente in de Italiaanse provincie Sondrio (regio Lombardije) en telt 453 inwoners (31-12-2004). De oppervlakte bedraagt 62,1 km², de bevolkingsdichtheid is 8 inwoners per km².
De volgende frazioni maken deel uit van de gemeente: Gallivaggio, Sommarovina, Voh, Val d'Avero.

## Demografie
San Giacomo Filippo telt ongeveer 191 huishoudens. Het aantal inwoners daalde in de periode 1991-2001 met 18,1% volgens cijfers uit de tienjaarlijkse volkstellingen van ISTAT.
| Jaar | Inwoneraantal |
| ---- | ------------- |
| 1991 | 576           |
| 2001 | 472           |

## Geografie
De gemeente ligt op ongeveer 679 m boven zeeniveau.
San Giacomo Filippo grenst aan de volgende gemeenten: Campodolcino, Chiavenna, Menarola, Mese, Piuro.

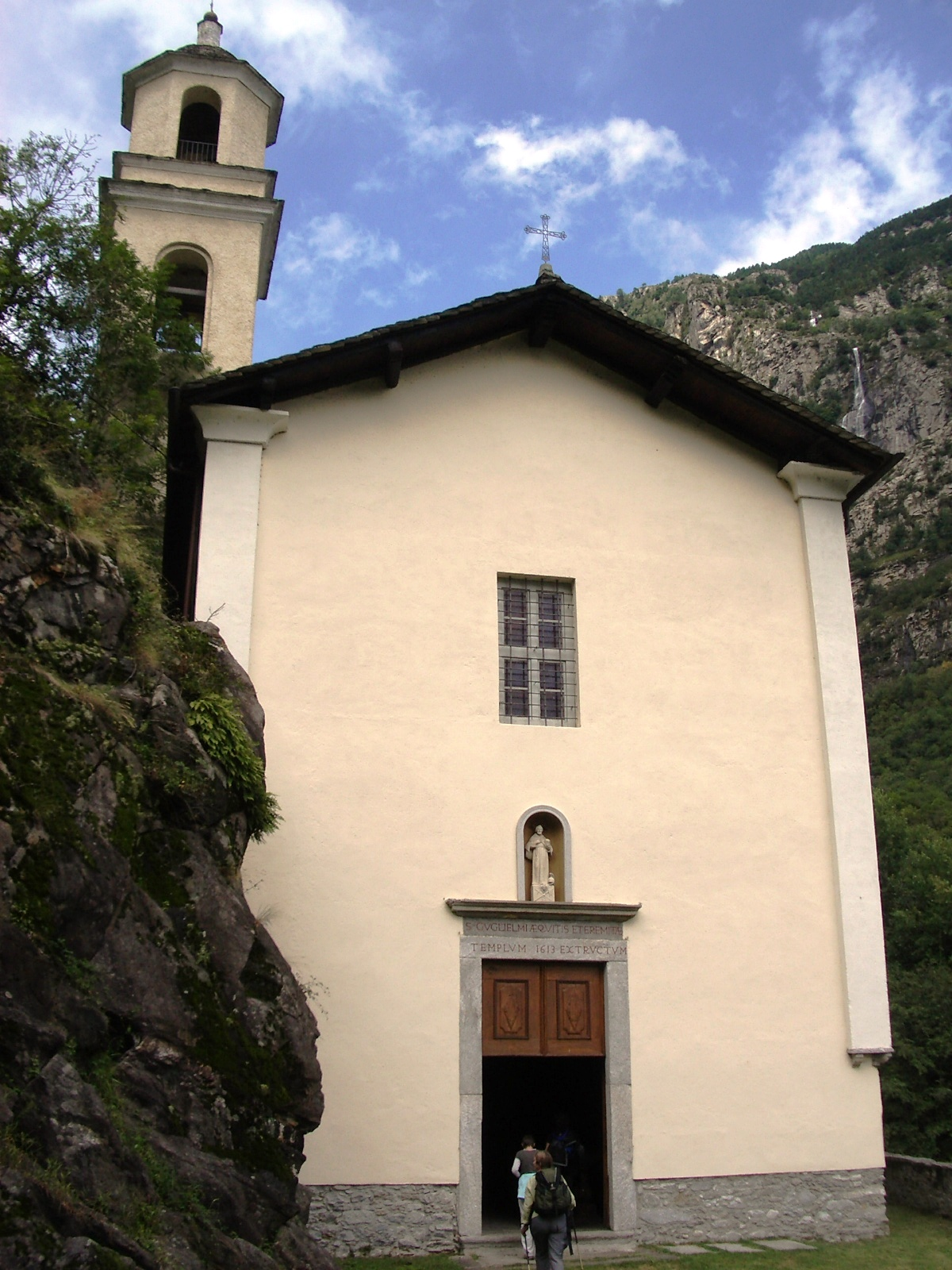
Kerk
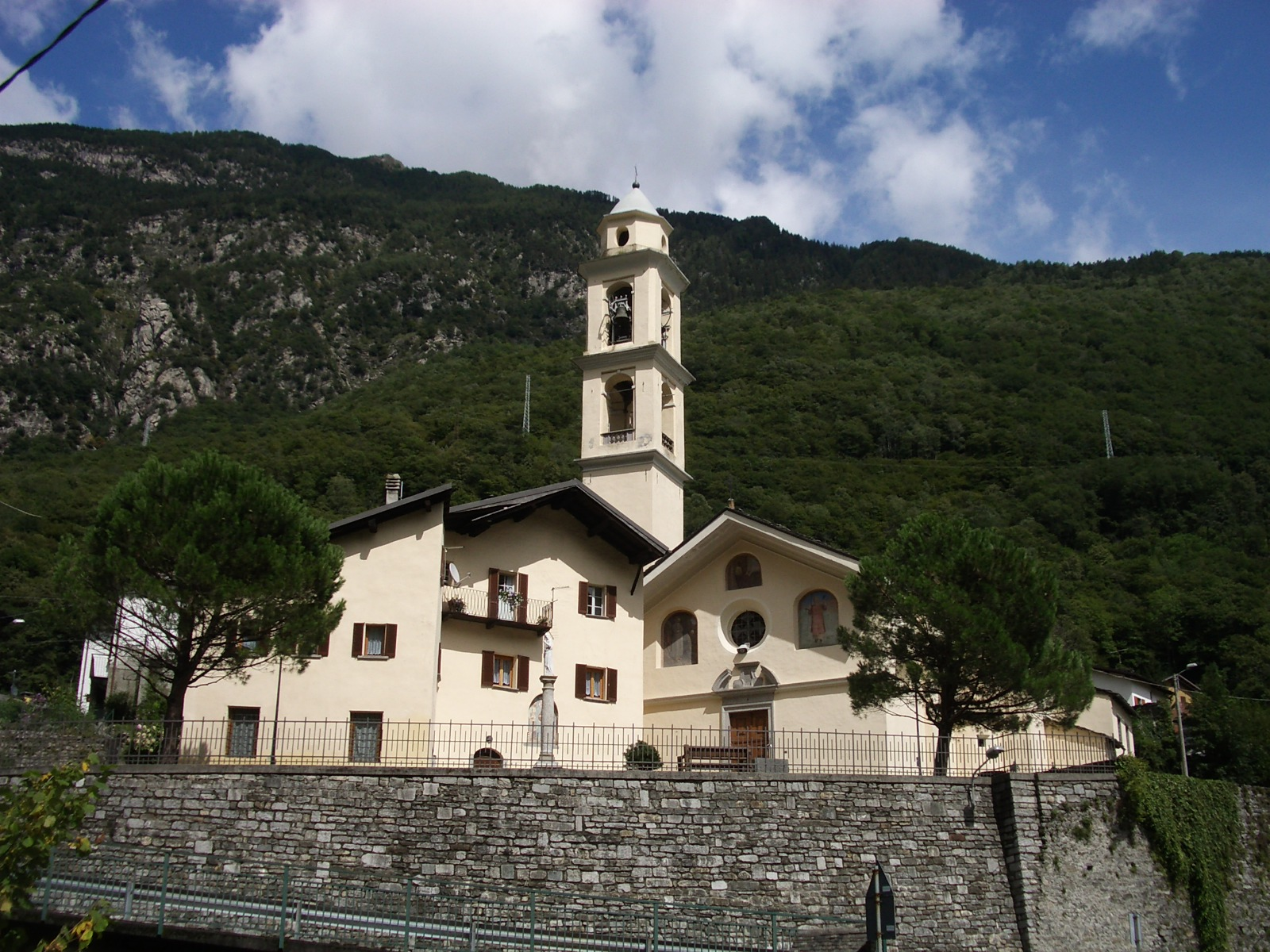
Kerk Filippo
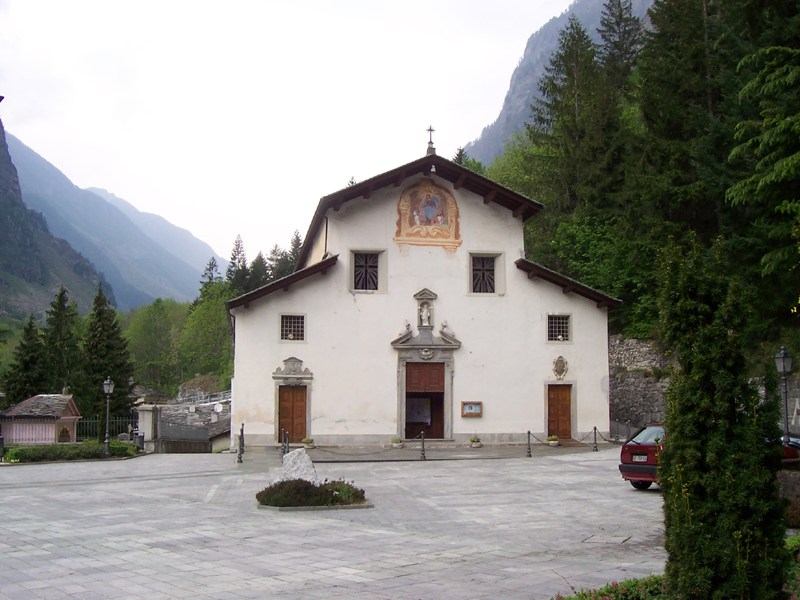
Santuario Gallivaggio

Albaredo per San Marco · Albosaggia · Andalo Valtellino · Aprica · Ardenno · Bema · Berbenno di Valtellina · Bianzone · Bormio · Buglio in Monte · Caiolo · Campodolcino · Caspoggio · Castello dell'Acqua · Castione Andevenno · Cedrasco · Cercino · Chiavenna · Chiesa in Valmalenco · Chiuro · Cino · Civo · Colorina · Cosio Valtellino · Dazio · Delebio · Dubino · Faedo Valtellino · Forcola · Fusine · Gerola Alta · Gordona · Grosio · Grosotto · Lanzada · Livigno · Lovero · Madesimo · Mantello · Mazzo di Valtellina · Mello · Menarola · Mese · Montagna in Valtellina · Morbegno · Novate Mezzola · Pedesina · Piantedo · Piateda · Piuro · Poggiridenti · Ponte in Valtellina · Postalesio · Prata Camportaccio · Rasura · Rogolo · Samolaco · San Giacomo Filippo · Sernio · Sondalo · Sondrio · Spriana · Talamona · Tartano · Teglio · Tirano · Torre di Santa Maria · Tovo di Sant'Agata · Traona · Tresivio · Val Masino · Valdidentro · Valdisotto · Valfurva · Verceia · Vervio · Villa di Chiavenna · Villa di Tirano
1. ↑  https://demo.istat.it/?l=it.